# 立岡晃
立岡 晃（たつおか あきら、1930年3月1日 - 2008年3月29日）は、日本の俳優、声優。かつては本名の立岡 光（読み同じ）で活動していた。

## 略歴・人物
京都府出身。俳優座養成所に三期生として入所し、その後劇団三期会、劇団新人会を経て、1957年からは創立間もない劇団四季へ入団。『ひばり』で初舞台を踏む。
入団後は個性的なキャラクターを生かして、四季の代表的な作品に数多く出演。ミュージカルでも活躍した。
2008年3月29日、京都劇場で上演した『ウエストサイド物語』にドック役で出演後の深夜、ホテルで急性心不全を起こしたため急逝。78歳没。
劇団内ではベテラン俳優として、後進の育成に力を注いだ。また、医務委員として、俳優やスタッフ、社員達の健康管理に気を配るなど、劇団の医療面一切の面倒も見ていたという。

## 出演

### 舞台
※いずれも劇団四季
- ウエストサイド物語（ドック）
- オペラ座の怪人（ムシュー・レイエ）
- ヴェニスの商人（老ゴボー）
- はだかの王様（大臣）
- ひかりごけ（弁護士）
- 夢から醒めた夢（老人）

その他多数

### テレビドラマ
- 半七捕物帳（1955年、NHK）
- 事件記者（NHK）
  - 第8話「影なき男」
  - 第44話「クモの目」
  - 第78話「背景」
- おかあさん（1961年、TBS）
- 七人の刑事 第91回（1963年、TBS）
- 短い短い物語（1963年、NET）
- レモンのような女 第2話（1967年、TBS）
- 人魚と野郎（1967年、NET）
- カツドウ屋一代（1968年、MBS）
- 霧の旗（1972年、NHK）
- 紫頭巾（1972年、TX）
- 土曜ドラマ「松本清張シリーズ・依頼人」（1977年、NHK） - 今井弁護士
- 大河ドラマ 黄金の日日（1978年、NHK）第20話「聖母昇天」 - 沢秋斎（瓦師）
- 女商一代 やらいでか!（1981年、THK）- 玉造
- 好色一代男 世之介の愛して愛して物語（1986年、TBS）

### 映画
- 神変美女桜（1956年）
- 恋染め浪人（1957年）
- みみずく説法（1958年）
- 愛妻記（1959年）
- 黒い花びら（1960年）
- 人も歩けば（1960年）
- 別離の歌（1960年）
- 路傍の石（1960年）
- 赤坂の姉妹より 夜の肌（1960年）
- 河内風土記 おいろけ説法（1961年）- 勝造
- 喜劇 駅前団地（1961年）- 野呂仙吉
- 南の島に雪が降る（1961年）- 立岡上等兵
- 喜劇 駅前弁当（1961年）
- 喜劇 駅前温泉（1962年）
- 丼池（1963年）- 山中
- 暗殺（1964年）- 研若
- 河内フーテン族（1968年）

### 吹き替え

#### 俳優
フレッド・アステア
- ザッツ・エンターテインメント
- スター名作劇場
- スパイのライセンス（アリステア・マンディ）

#### 映画・ドラマ
- 海底大戦争スティングレイ 出た！ 海底インディアン（本部の声／ゲリット）
- 吸血鬼（アブロンシウス教授〈ジャック・マッゴーラン〉）
- 市民ケーン（ジェームズ・W・ゲティス〈レイ・コリンズ〉）
- マクベス（ダンカン〈マーク・ディグナム〉）
- 魔法使いキャットウィーズル

### アニメ
- 鉄腕アトム（1963年）